# Ziua Mondială a Animalelor
Ziua Mondială a Animalelor este o zi internațională de acțiune pentru drepturile animalelor și bunăstarea lor sărbătorită în fiecare an pe 4 octombrie, zi de sărbătoare a Sfântului Francisc de Assisi, patronul spiritual al animalelor.

## Scopuri
Misiunea Zilei Mondiale a Animalelor este "de a ridica statutul animalelor, în scopul de a îmbunătăți standardele de bunăstare de pe glob. Constituirea sărbătorii Zilei Mondiale a Animalelor  mișcarea pentru bunăstarea animalelor, mobilizându-le într-o forță globală pentru a face lumea un loc mai bun pentru toate animalele. Este sărbătorită în diferite moduri în fiecare țară, indiferent de naționalitate, religie, credință sau ideologie politică. Prin creșterea gradului de conștientizare și educație putem crea o lume în care animalele sunt întotdeauna recunoscute ca ființe simțitoare, iar respectarea deplină a lor este întotdeauna răsplătită".

## Istorie
Ziua Mondială a Animalelor a fost inițiată de către Heinrich Zimmermann care a organizat prima Zi Mondială a Animalelor pe 24 martie 1925 la Palatul Sporturilor⁠(<span title="Berlin Sportpalast|Palatul Sporturilor la Wikidata">d) din Berlin, Germania. Peste 5.000 de persoane au participat la acest prim eveniment. Evenimentul a fost programat inițial pentru data de 3 octombrie, pentru a se alinia cu sărbătoarea Sfântului Francisc de Assisi, patronul spiritual al ecologiei, cu toate acestea, locul nu a fost disponibil în acea zi. Evenimentul a fost mutat pe 4 octombrie, pentru prima dată în 1929. Inițial, el a avut loc numai în Germania, Austria, Elveția și Cehoslovacia. În fiecare an, Zimmermann a lucrat neobosit pentru promovarea Zilei Mondiale a Animalelor. În cele din urmă, în mai 1931, la Congresul Internațional de Protecție a Animalelor  de la Florența, Italia, propunerea lui de a face din 4 octombrie, Ziua Mondială a Animalelor, o sărbătoare universală, a fost unanim acceptată și adoptată ca rezoluție.
Uneori este citat, în mod incorect, că Ziua Mondială a Animalelor a început în 1931, la o convenție a ecologiștilor din Florența, Italia, care a dorit să evidențieze situația speciilor pe cale de dispariție.
Astăzi, Ziua Mondială a Animalelor este un eveniment global pentru unirea mișcărilor de protecție a animalelor, condusă și sponsorizată de către Marea Britanie, prin Naturewatch Foundation creată în 2003.